# 歌姫ベスト 〜25th Anniversary Selection〜
『歌姫ベスト 〜25th Anniversary Selection〜』（うたひめベスト トゥエンティフィフス・アニバーサリー・セレクション）は、日本の歌手中森明菜のカバー・アルバム歌姫シリーズのベスト・アルバム。このアルバムは2007年1月17日にユニバーサルシグマよりリリースされた（CD: UMCK-1218、CD+DVD: UMCK-9154、デジタル・ダウンロード）。

## 背景
『歌姫ベスト 〜25th Anniversary Selection〜』は、累計100万枚を売り上げた千住明アレンジによるカバー・アルバム歌姫シリーズの『歌姫』、『-ZEROalbum- 歌姫2』、『歌姫3 〜終幕』の3作からセレクトしたカバー楽曲のベスト・アルバムである。このアルバムは当初2006年11月22日のリリース予定であったが延期された。その後、デビュー満25周年となる2007年の1月17日に、初回限定盤 (CD+DVD: UMCK-9154)と通常盤 (CD: UMCK-1218)とデジタル・ダウンロードの3種類で同時発売された。本作と同時に、ライブDVD『LIVE TOUR 2006 The Last Destination』も発売された。このアルバムの通常盤CDの初回プレス分の特典には「歌姫レーベル花魁ステッカー」が封入された。このアルバムのレコーディングは、AVACO CREATIVE STUDIO、SOUND INNで行われ、プロデュースは中森が務めた。
収録内容は、『歌姫』から2曲、『-ZEROalbum- 歌姫2』から7曲、『歌姫3 〜終幕』から4曲収録されている。また、同シリーズ3作の未収録曲として、映画『旅の贈りもの 0:00発』の主題歌となった山口百恵のカバー曲「いい日旅立ち」、矢沢永吉のカバー曲「チャイナタウン」、『Akina Nakamori Special Live 2005 Empress at CLUB eX』のライブDVD音源より井上陽水のカバー曲「リバーサイドホテル」の3曲が新たに収録された。 矢沢の「チャイナタウン」のカバーについては、5年前から矢沢にカバーを打診していたものの、矢沢側のこだわりもあり、当時はこの楽曲のカバーを実現することが出来なかった。しかし、このほど、中森の意向を受けた矢沢側からカバーの了承を得られたという。中森は「25周年の総決算というべきアルバムに間に合うことができて良かった」と話している。この「いい日旅立ち」と「リバーサイドホテル」のアレンジは上杉洋史が手掛けた。
本作のディスクジャケットのヘアスタイルについて中森は、たんぽぽの綿毛のような軽いウィッグを身に着けていると説明した。このアルバムの内容について中森は、原曲への敬意から、原曲を冒さないよう懸命に歌唱し、原曲とは異なる内容にする考えはなかったと語った。また中森は、千住の編曲を高く評価しており、千住のアレンジの世界に感化されたと明かした。

## 批評
『CDジャーナル』の鷺沼晶良は、本作が既発曲に加え、新録が3曲追加されている点について新味があると評価、加えて、「これらの効果的な曲配置のおかげで、見知らぬ街に迷い込んでまた旅立つような、ちょっとした小旅行気分が味わえる。」と批評した。

## チャート成績
『歌姫ベスト 〜25th Anniversary Selection〜』は、オリコン週間アルバムチャートの2007年1月29日付で初登場し、最高順位9位を記録した。同チャートには、計8週に渡ってランクインしている。2002年12月16日付の同チャートに、ベスト・アルバム『Akina Nakamori〜歌姫ダブル・ディケイド』が8位を記録して以来、4年1か月ぶりとなるトップ10入りを果たした。

## 収録曲
全編曲：千住明（注記を除く）
| #         | タイトル | 作詞         | 作曲             | 時間  |
| --------- | --- | ------------ | ---------------- | ----- |
| 1.        | 「リバーサイドホテル」(live ver. from『Akina Nakamori Special Live 2005 Empress at CLUB eX』；編曲：上杉洋史) | 井上陽水     | 井上陽水         | 4:24  |
| 2.        | 「ダンスはうまく踊れない」(from『歌姫』)                                                                      | 井上陽水     | 井上陽水         | 4:45  |
| 3.        | 「魔法の鏡」(from『歌姫』)                                                                                    | 荒井由実     | 荒井由実         | 4:01  |
| 4.        | 「チャイナタウン」                                                                                            | 山川啓介     | 矢沢永吉         | 3:40  |
| 5.        | 「黄昏のビギン」(from『-ZEROalbum- 歌姫2』)                                                                   | 永六輔       | 中村八大         | 4:04  |
| 6.        | 「色彩のブルース」(from『-ZEROalbum- 歌姫2』)                                                                 | 中納良恵     | 森雅樹・中納良恵 | 4:55  |
| 7.        | 「桃色吐息」(from『-ZEROalbum- 歌姫2』)                                                                       | 康珍化       | 佐藤隆           | 3:43  |
| 8.        | 「愛はかげろう」(from『歌姫3 〜終幕』)                                                                        | 三浦和人     | 三浦和人         | 4:25  |
| 9.        | 「恋の予感」(from『歌姫3 〜終幕』)                                                                            | 井上陽水     | 玉置浩二         | 4:39  |
| 10.       | 「窓」(from『歌姫3 〜終幕』)                                                                                  | 松山千春     | 松山千春         | 4:57  |
| 11.       | 「傘がない」(from『歌姫3 〜終幕』)                                                                            | 井上陽水     | 井上陽水         | 6:22  |
| 12.       | 「秋桜」(from『-ZEROalbum- 歌姫2』)                                                                           | さだまさし   | さだまさし       | 3:56  |
| 13.       | 「別れの予感」(from『-ZEROalbum- 歌姫2』)                                                                     | 荒木とよひさ | 三木たかし       | 4:32  |
| 14.       | 「異邦人」(from『-ZEROalbum- 歌姫2』)                                                                         | 久保田早紀   | 久保田早紀       | 3:30  |
| 15.       | 「瑠璃色の地球」(from『-ZEROalbum- 歌姫2』)                                                                   | 松本隆       | 平井夏美         | 4:26  |
| 16.       | 「いい日旅立ち」(編曲：上杉洋史)                                                                              | 谷村新司     | 谷村新司         | 4:30  |
| 合計時間: | 合計時間: | 合計時間:    | 合計時間:        | 70:49 |

| #  | タイトル                                                | 作詞 | 作曲・編曲 |
| -- | ------------------------------------------------------- | ---- | ---------- |
| 1. | 「『-ZEROalbum- 歌姫2』レコーディング映像〜「秋桜」〜」 |      |            |
| 2. | 「『歌姫3』オフィシャルインタビュー」                   |      |            |

## リリース履歴
| 発売日        | レーベル           | 規格   | 品番      | 備考       |
| ------------- | ------------------ | ------ | --------- | ---------- |
| 2007年1月17日 | ユニバーサルシグマ | CD     | UMCK-1218 | 通常盤     |
| 2007年1月17日 | ユニバーサルシグマ | CD+DVD | UMCK-9154 | 初回限定盤 |
| 2017年5月3日  | ユニバーサルシグマ | UHQCD  | UPCH-7276 | 限定盤     |

## クレジット
『歌姫ベスト 〜25th Anniversary Selection〜』のライナー・ノーツより
ミュージシャン
| - 中森明菜：プロデュース - 千住明：指揮 (全曲)、編曲 (M-2-15) - 上杉洋史：Keyboard (M-1)、編曲 (M-1、16)、コンピュータ・プログラミング & キーボード (M-16) - 日高恵一：ギター (M-1) - MAKOTO YAMAKI：マニピュレーター (M-1) - MITSUTOSHI KUNISUE：レコーディング・エンジニア (M-1) - 倉田信雄：ピアノ (M-4) - 深山尚久：ストリングス (M-4) | - MIYAMA STRINGS：ストリングス (M-4) - 松宮幹彦：ギター (M-4) - 西沢幸彦：フルート (M-4) - 山根公男：クラリネット (M-4) - JUN SAITOU：ウッド・ベース (M-4) - SHIROU ITOU：ドラムス (M-4) - 弦一徹ストリングス：ストリングス (M-16) - 小林太：トランペット (M-16) |

スタッフ
| - Recorded at CLUB ex (M-1)、AVACO CREATIVE STUDIO (M-4)、SOUND INN (M-16) - Recorded by TOSHIYUKI YOSHIDA for BORDERLINE (M-4)、安達義規 (MIXER'S LAB) (M-16) - Mixed at ウエストサイド (M-4)、ウエストサイド (M-16) - Mixed by TOSHIYUKI YOSHIDA for BORDERLINE (M-4)、安達義規 (MIXER'S LAB) (M-16) - Licensed by AVEX ENTERTAINMENT INC. (M-1) - Mastered by HIDEAKI NISHIMURA for ユニバーサルミュージック・マスタリング - Assisted by TAKASHI OHIZUMI for AVACO CREATIVE STUDIO (M-4) - アート・ディレクター: 中島裕次 - デザイナー: TEN TONAKAI - アートワーク・コーディネーション: 宮本仁美 (UNIVERSAL MUSIC K.K.) | - 撮影: 塚田和徳 - Directed by 鈴木順 (Halftone Music & Systems) - A&R: 森淳一 & TETSUTARO IDA（ユニバーサルシグマ） - セールス・プロモーション: NAOKO IWASAKI (UNIVERSAL MUSIC K.K.) - Head of Sales Promotion: HIROSHI TOKUNAGA (UNIVERSAL MUSIC K.K.) - Heads of Media Promotion: TOSHIO KANEHAKO & 大原浩（ユニバーサルシグマ） - スーパーヴァイザーズ: 羽佐間健二、佐々友成 - エグゼクティヴ・プロデューサーズ: 寺林晁 (UNIVERSAL MUSIC K.K.)、KAZU KOIKE (UNIVERSAL MUSIC K.K.)、藤倉尚（ユニバーサルシグマ） - エグゼクティヴ・プロデューサー & ディレクター: 門村崇志 - エディティング: KEIICHI YAMAMOTO (UNIVERSAL MUSIC K.K.) (DVD M-2) - スペシャル・サンクス: KENICHI KOIZUMI and MICONYAN and YOSHITAKA |

## 参照
1. 1 2 3 4 5 6 7  『歌姫ベスト 〜25th Anniversary Selection〜』（12cmCD, 12cmCD+DVD）中森明菜、ユニバーサルシグマ、2007年1月17日。UMCK-1218, UMCK-9154。
2. ↑  “【楽天市場】[CD] 中森明菜／歌姫ベスト 〜25th Anniversary Selection〜（通常盤）：ぐるぐる王国DS 楽天市場店”.   ぐるぐる王国. 2011年6月4日閲覧。
3. 1 2 3  “歌姫ベスト 25TH ANNIVERSARY SELECTION 中森明菜のプロフィールならオリコン芸能人事典-ORICON STYLE”.  オリコン. 2012年4月15日閲覧。
4. ↑  “中森明菜 - 歌姫ベスト〜25th Anniversary Selection〜[初回限定盤][+DVD] - UNIVERSAL MUSIC JAPAN”.  ユニバーサルミュージック合同会社. 2012年12月31日閲覧。
5. 1 2 3  “中森明菜、4年ぶりのTOP10入り! ニュース-ORICON STYLE-”.   オリコン. 2010年1月17日時点のオリジナルよりアーカイブ。2011年6月4日閲覧。
6. ↑  『歌姫 Complete Box Empress』（6×12cmCD）中森明菜、ユニバーサル、2004年12月1日。POCE-3035/40。
7. ↑  “JBOOK：歌姫ベスト（仮）：中森明菜：CD”.  文教堂. 2012年12月31日閲覧。
8. ↑  “中森明菜『歌姫』ベスト!｜HMV ONLINE”.  HMV. 2012年8月3日時点のオリジナルよりアーカイブ。2012年12月31日閲覧。
9. ↑  “中森明菜『歌姫』ベスト!｜HMV ONLINE”.   HMV (2006年11月11日). 2012年8月3日時点のオリジナルよりアーカイブ。2012年12月31日閲覧。
10. 1 2  “中森明菜 / 歌姫ベスト 25TH ANNIVERSARY SELECTION [CD+DVD] [限定] [CD] [アルバム] - CDJournal.com”.   音楽出版社. 2012年12月31日閲覧。
11. ↑  “中森明菜 / 歌姫ベスト 25TH ANNIVERSARY SELECTION [CD] [アルバム] - CDJournal.com”.   音楽出版社. 2012年12月31日閲覧。
12. ↑  “iTunes - ミュージック - 中森明菜「歌姫ベスト〜25th Anniversary Selection〜 (Digital ver.)」”.  Apple. 2012年12月31日閲覧。
13. ↑  “音楽ダウンロード・音楽配信サイト　mora 〜“WALKMAN”公式ミュージックストア〜”.  レーベルゲート. 2012年12月31日閲覧。
14. ↑  “中森明菜/AKINA NAKAMORI LIVE TOUR 2006〜The Last Destination〜 [DVD] - CDJournal.com”.   音楽出版社. 2012年12月31日閲覧。
15. ↑  “AVACO CREATIVE STUDIOS--（株）アバコクリエイティブスタジオ | Musicman-NET”.   エフ・ビー・コミュニケーションズ. 2013年1月3日閲覧。
16. ↑  “about SOUND INN STUDIOS INC.”.  サウンドインスタジオ. 2013年1月3日閲覧。
17. 1 2 3  “中森明菜アルバムで永ちゃんをカバー - 芸能ニュース : nikkansports.com”.  日刊スポーツ (2006年12月27日). 2007年1月10日時点のオリジナルよりアーカイブ。2011年6月4日閲覧。
18. ↑  “JBOOK:歌姫ベスト〜25th Anniversary Selection〜【初回限定盤:DVD付】:中森明菜:CD”.   文教堂. 2013年1月3日閲覧。
19. 1 2 3  “中森明菜「TVコントの“爆発頭”みたいでしょ（笑）」 | RBB TODAY”.   IID (2007年1月19日). 2012年8月3日時点のオリジナルよりアーカイブ。2013年1月3日閲覧。
20. ↑  鷺沼晶良「今月の注目盤」『CDジャーナル』第51巻第2号、音楽出版社、2007年2月1日、103頁。
21. ↑  “CDアルバム 週間ランキング-ORICON STYLE ランキング”. 2007年01月15日〜2007年01月21日のCDアルバム週間ランキング（2007年01月29日付）.   オリコン. 2012年4月15日閲覧。